# مذهب قانوني
المذهب القانوني (بالإنجليزية: Legal doctrine)، هو إطار ومجموعة قواعد وخطوات إجرائية يتم تأسيسها غالبًا من خلال سابقة في القانون العام، يمكن من خلالها تحديد الأحكام في حالة قانونية معينة. يأتي المذهب عندما يصدر القاضي قرارًا حيث يتم تحديد العملية وتطبيقها، ويسمح بتطبيقها على قدم المساواة على القضايا المشابهة.

## روابط خارجية
- Emerson H.Tiller and Frank B. Cross، " What is Legal Doctrine؟ "، Northwestern University Law Review ، Vol. 100: 1 ، 2006.